# Trond Brænne
Trond Brænne (31 de julio de 1953 – 16 de marzo de 2013) fue un actor y escritor noruego. 

## Biografía
Nacido en Oslo, Noruega, fue escritor de libros para niños y adolescentes, así como textos de canciones, obras teatrales y radioteatro. Brænne recibió la beca Kardemommestipendiet en 1998 y el Premio Teskjekjerringprisen en 2001 (junto con Maj Britt Andersen y Geir Holmsen). En el año 2009 lanzó el disco infantil Bamsen er borte, que fue nominado al Spellemannprisen de 2009. Entre el público joven fue sobre todo conocido por ser Bassefar, el padre de Kjell en películas de la franquicia Olsenbanden Jr.
Brænne fue un actor ocupado, y en los años 1990 participó en varios números en la serie de humor Egentlig. Hizo varios papeles menores en el cine, así como actuaciones televisivas.
Falleció en Oslo en el año 2013. Fue incinerado en el Crematorio Haslum el 2 de abril de 2013. Era padre del músico Bendik Brænne y sobrino de Randi Brænne y Berit Brænne.

## Filmografía
- 1979 : Kronprinsen
- 1985 : Alma (TV)
- 1987 : Feldmann saken
- 1989 : Vertshuset den gyldne hale (TV)
- 1993 : Fortuna (TV)
- 1994 : Egentlig (TV)
- 1994 : Ti kniver i hjertet
- 1994 : Over stork og stein
- 1995 : Hører du ikke hva jeg sier!
- 1996 : Offshore (TV)
- 1996 : Mot i brøstet (TV)
- 1997 : D'ække bare, bare Bernt (TV)
- 1998 : Solan, Ludvig og Gurin med reverompa (voz)
- 1998 : Karl & Co (TV)
- 1998 : Cellofan – med døden til følge
- 1998 : 1732 Høtten
- 1999 : The Longest Journey (voz)
- 2000 : Da jeg traff Jesus… med sprettert (voz)
- 2001 : Fox Grønland (TV)
- 2001 : Olsenbandens første kupp (TV)
- 2004 : Skolen (TV)
- 2003 : Kitchen stories
- 2003 : Jonny Vang
- 2004 : Seks som oss (TV)
- 2004 : Olsenbanden Junior på rocker'n
- 2005 : Olsenbanden Junior på cirkus
- 2005 : Drømmefangeren (TV)
- 2005 : Slangebaereren (TV)
- 2005 : Johnny og Johanna (TV)
- 2007 : Nattsøsteren (TV)
- 2007 : Sørgekåpen (TV)
- 2007 : Tatt av kvinnen
- 2007 : Olsenbanden jr. Sølvgruvens hemmelighet
- 2009 : Olsenbanden jr. og det sorte gullet
- 2008 : Orkestergraven
- 2009 : Honningfellen
- 2010 : Olsenbanden jr. Mestertyvens skatt
- 2012 : Lilyhammer (TV)
- 2012 : Døden i en setning (corto)
- 2013 : Solan og Ludvig - Jul i Flåklypa (voz)
- 2013 : Halvbroren (TV)
- 2014 : Mammon (TV)
- 2014 : Øyevitne (TV)